# NN-7
La carretera NN-7 es una vía departamental secundaria que forma parte de la red vial del municipio de El Viejo, en el departamento de Chinandega, Nicaragua. Sirve de acceso a las comunidades costeras de Jiquilillo, un destino turístico creciente en la región.

## Trazado
Tiene una longitud de 6,23 kilómetros desde Santa Marta hasta la comunidad de Jiquilillo, ambos en el municipio de El Viejo.

## Estado
Fue mejorada en 2013, facilitando el acceso al litoral noroeste del país y promoviendo el turismo local.